# 池阳街道
池阳街道，是中华人民共和国安徽省池州市贵池区下辖的一个乡镇级行政单位。因古代池州亦称池阳郡，故名。

## 历史

### 設立街道之前
自唐永泰元年（公元765年）复置池州时，池阳即为池州州治和秋浦县治所在地。后来的池州路、池州府、安徽省第八行政督察区的治所也都在此。民国34年（公元1945年）9月24日重建安徽省第八行政督察区行政公署，同时再次设立贵池县池阳镇，战后首任镇长为高雄鹤。镇公所位于今秋浦街道翠柏南路109号赵家洋楼所在地。

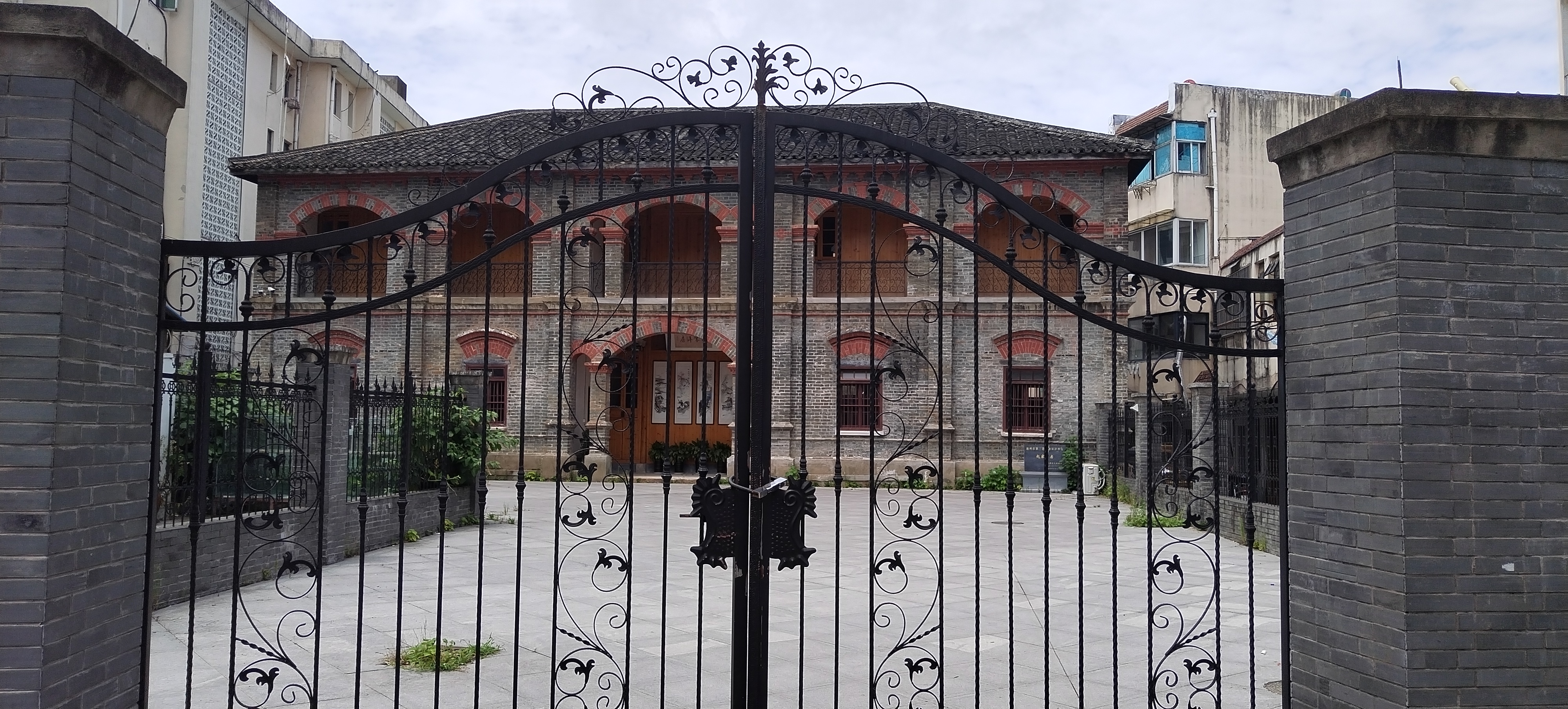
原中华民国安徽省贵池县池阳镇镇公所所在地

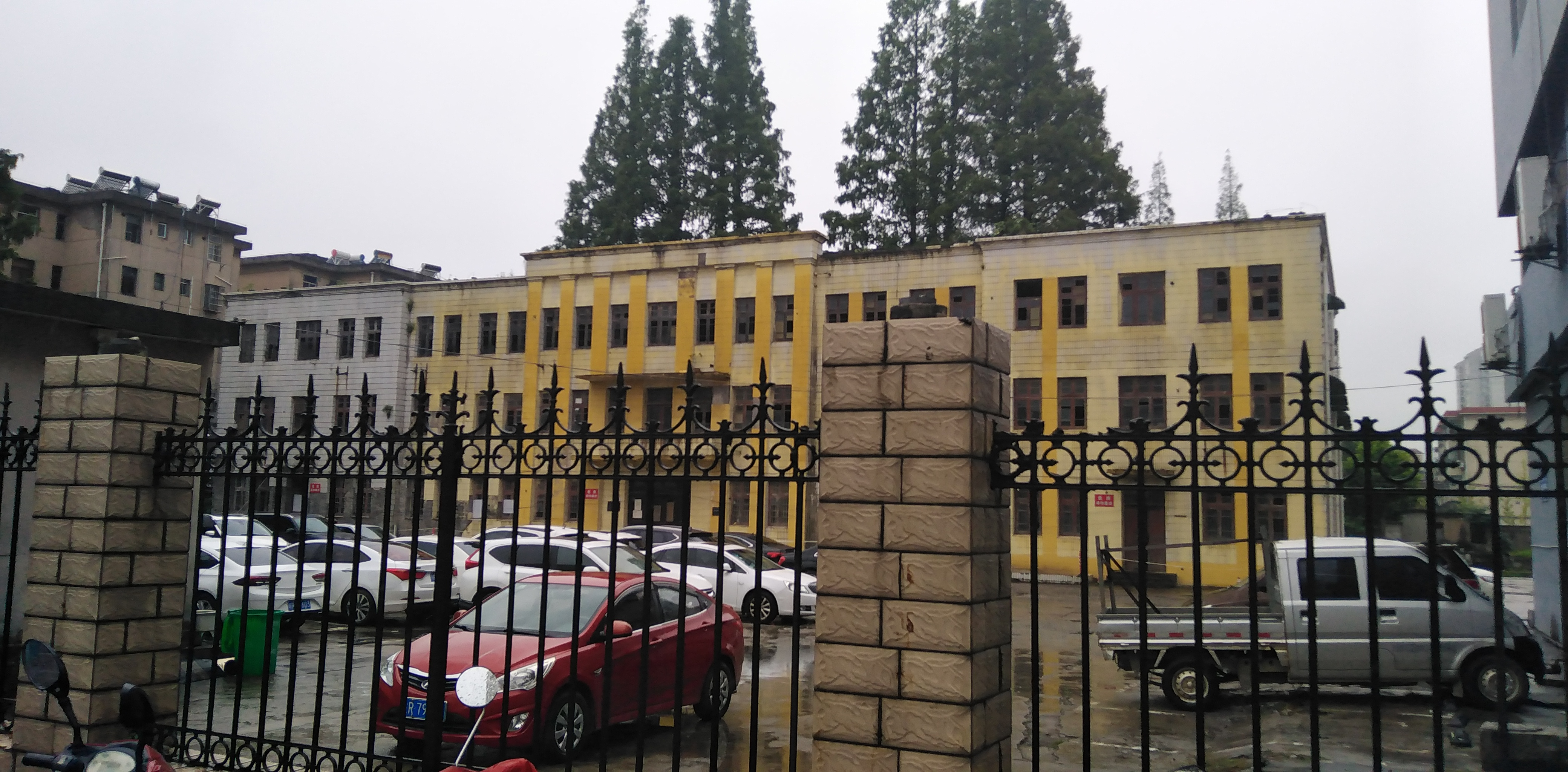
原贵池县人民政府所在地

1949年4月22日，中国人民解放军占领贵池县城。1949年5月1日，贵池县人民政府建立，原中华民国贵池县池阳镇镇公所改为池州镇人民政府。1958年9月，贵池县建立人民公社体制，池州镇改为池州公社。1965年3月，恢复池州镇，属城关区。
1968年，贵池县革命委员会撤销池州镇、江口公社、金鸡公社，并入池州公社，直至1972年3月再次恢复池州镇建制。1977年1月，池州镇升格为副县级镇。
1982年9月，池州镇下辖楼山居委会、孝肃居委会、古舜居委会、城北居委会、秋浦居委会、清风居委会、池口居委会、港口居委会、九华居委会9個居委會，池州镇蔬菜大队、池州镇渔业大队、杏花村大队、城北大队、十里大队、长岗大队、孔井大队、南湖大队8個生產隊。1984年3月，贵池县废人民公社体制，设立城关区，区公所驻池州镇南湖村。同时境内所有公社一律改为乡，所辖大队一律改为村。
1988年，贵池撤县建市，限于市区人口规模，池州镇建制不变。

### 設立街道之後
1992年1月27日，池州地区行政公署向安徽省人民政府提交调整境内乡级行政区划的提案。1992年2月25日，经安徽省人民政府批准，贵池市撤销池州镇，改设池阳街道、秋浦街道:27-32。池陽街道下轄9個居委會、4個村委會。
|  | 撤銷池州鎮，建立池阳街道办事处，辖原池州镇的楼山居委会、古舜居委会、孝肃街居委会、九华居委会、城北居委会、秋浦居委会、清风居委会、池口居委会、港口居委会、城北村、胜利村、红光村、新桥村，街道办事处仍为原池州镇政府驻地；建立秋浦街道办事处，辖原池州镇的城西居委会、南湖村、长岗村、孔井村、十里村和里山乡的齐山村，街道办事处仍为城关区区公所驻地。 |

1992年4月1日，池州镇召开最后一届人民代表大会，宣告池阳街道办事处和秋浦街道办事处挂牌成立。隨著池州城市人口不斷增加，1994年12月，池陽街道辦事處所轄9個居委會又改為14個居委會，另外成立13個家屬委員會。1997年，池陽街道轄區面積11.2平方千米，人口8.6萬，當時下轄楼山居委會、孝肃居委會、九华居委會、古舜居委會、杏村居委會、清风居委會、城北居委會、秋江居委會、池口居委會、城南居委會、百牙居委會、百荷园居委會、翠百居委會。13個居委會。
1998年，又增設5個居委會。至1999年12月，池陽街道下轄池口居委會、城北居委會、百牙居委會、百荷园居委會、翠百居委會、九华居委會、孝肃居委會、楼山居委會、古舜居委會、秋江居委會、清风居委會、杏村居委會、城南居委會、府学居委會、兴济桥居委會、团结居委會、毓秀门居委會、秀山居委會、东湖路居委會。19個居委會。
2008年，池陽街道下轄沿江居委会、池口居委会、东湖路居委会、城北居委会、清风居委会、秋江居委会、杏花村居委会、秀山居委会、古舜居委会、烟柳园居委会10個居委會。2010年6月，經安徽省人民政府批復，析出部分行政区域设立清风街道、杏花村街道。此時池陽街道管轄秀山居委会、古舜居委会、烟柳园居委会、南馨园居委会。4個居委會。2019年7月1日，杏花村街道的秋江社区、清风社区整建制划归池阳街道管辖。

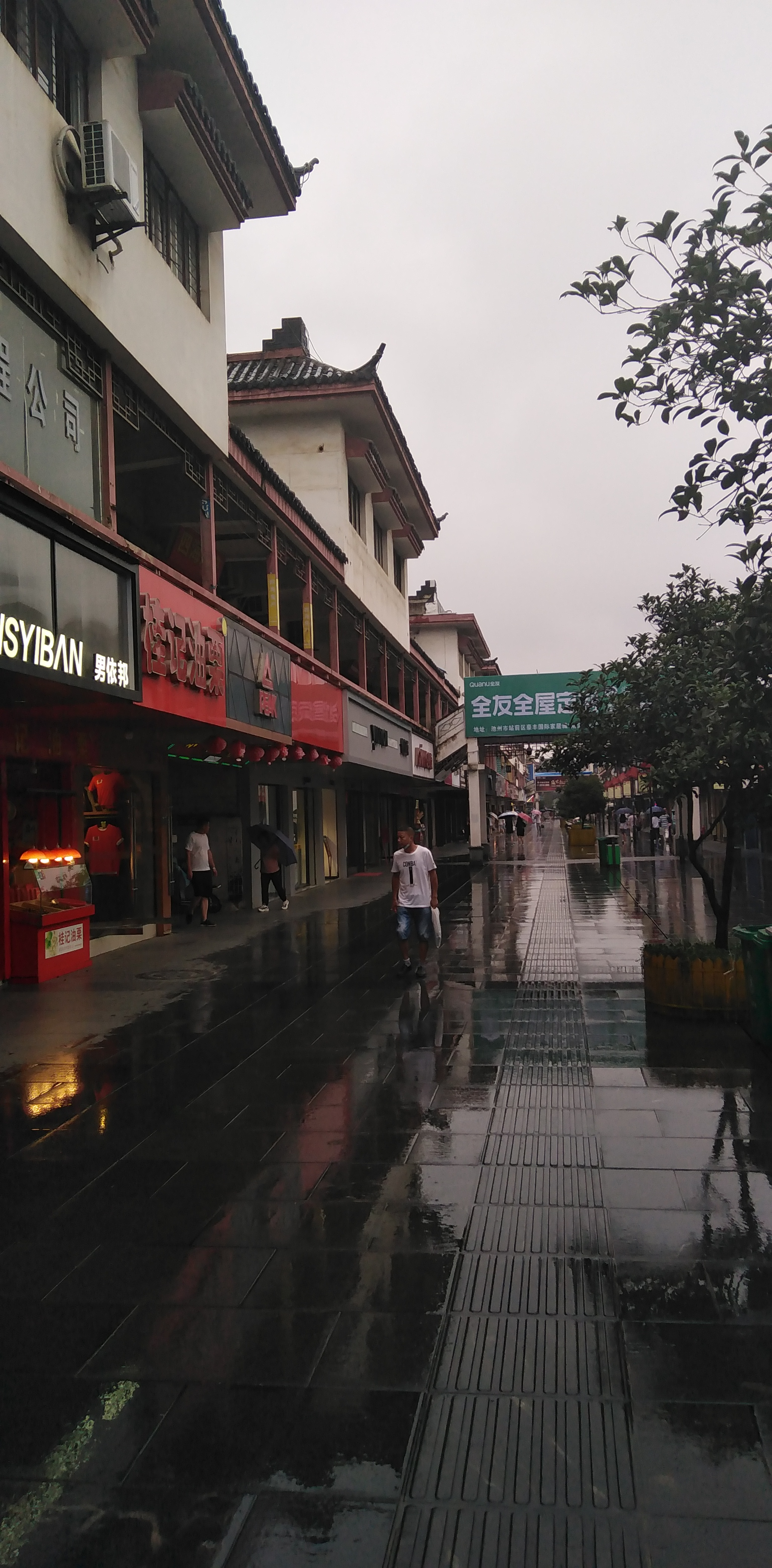
杏村西街

## 地理
池阳街道地处贵池城区西南部，经2016年3月、2019年7月两次区划调整，东至长江路，西至杏花大桥、白洋河，南至绣春河，北至秋浦路，面积6.0平方千米。池阳街道现下辖共6个村级区划单位，秀山居委会、古舜居委会、烟柳园居委会、南馨园居委会、秋江居委会、清风居委会。南连秋浦街道、杏花村街道，东抵清风街道，西临杏花村街道。境内地势西北稍高，东南部為丘陵，南面连山，東、西、北三面环水。1965至1976年，由于东南湖围垦灭螺工程，使清溪河改道与秋浦河汇合，由池口入長江，遂成西北江河环绕，东南湖圩相连。
池陽街道地处暖温带与亚热带的过渡地带。進入21世紀，气候呈变暖趋势，夏季最高气温均达到35℃以上，冬季最低气温在零下5℃左右。春夏季節，鋒面系統活动频繁，常有暴雨、大风、冰雹等灾害出现。1983、1991、1996、1998年的洪澇災害甚至導致城區一片汪洋。
| 池州市区（池阳街道） (1981–2010)             | 池州市区（池阳街道） (1981–2010) | 池州市区（池阳街道） (1981–2010) | 池州市区（池阳街道） (1981–2010) | 池州市区（池阳街道） (1981–2010) | 池州市区（池阳街道） (1981–2010) | 池州市区（池阳街道） (1981–2010) | 池州市区（池阳街道） (1981–2010) | 池州市区（池阳街道） (1981–2010) | 池州市区（池阳街道） (1981–2010) | 池州市区（池阳街道） (1981–2010) | 池州市区（池阳街道） (1981–2010) | 池州市区（池阳街道） (1981–2010) | 池州市区（池阳街道） (1981–2010) |
| 月份                                         | 1月                              | 2月                              | 3月                              | 4月                              | 5月                              | 6月                              | 7月                              | 8月                              | 9月                              | 10月                             | 11月                             | 12月                             | 全年                             |
| -------------------------------------------- | -------------------------------- | -------------------------------- | -------------------------------- | -------------------------------- | -------------------------------- | -------------------------------- | -------------------------------- | -------------------------------- | -------------------------------- | -------------------------------- | -------------------------------- | -------------------------------- | -------------------------------- |
| 历史最高温 °C（°F）                          | 18.4 (65.1)                      | 27.7 (81.9)                      | 28.0 (82.4)                      | 33.3 (91.9)                      | 35.6 (96.1)                      | 36.0 (96.8)                      | 38.9 (102.0)                     | 41.2 (106.2)                     | 37.5 (99.5)                      | 33.9 (93.0)                      | 27.0 (80.6)                      | 21.3 (70.3)                      | 41.2 (106.2)                     |
| 平均高温 °C（°F）                            | 7.5 (45.5)                       | 10.0 (50.0)                      | 14.6 (58.3)                      | 21.2 (70.2)                      | 26.6 (79.9)                      | 29.4 (84.9)                      | 32.9 (91.2)                      | 32.1 (89.8)                      | 27.8 (82.0)                      | 22.6 (72.7)                      | 16.5 (61.7)                      | 10.4 (50.7)                      | 21.0 (69.7)                      |
| 日均气温 °C（°F）                            | 3.7 (38.7)                       | 5.9 (42.6)                       | 9.7 (49.5)                       | 16.5 (61.7)                      | 21.7 (71.1)                      | 25.1 (77.2)                      | 28.7 (83.7)                      | 27.7 (81.9)                      | 23.6 (74.5)                      | 17.9 (64.2)                      | 11.6 (52.9)                      | 6.4 (43.5)                       | 16.5 (61.8)                      |
| 平均低温 °C（°F）                            | 0.9 (33.6)                       | 3.0 (37.4)                       | 6.8 (44.2)                       | 12.7 (54.9)                      | 18.0 (64.4)                      | 21.9 (71.4)                      | 25.4 (77.7)                      | 24.8 (76.6)                      | 20.5 (68.9)                      | 14.6 (58.3)                      | 8.2 (46.8)                       | 2.6 (36.7)                       | 13.3 (55.9)                      |
| 历史最低温 °C（°F）                          | −7.0 (19.4)                      | −9.0 (15.8)                      | −2.0 (28.4)                      | 2.9 (37.2)                       | 9.8 (49.6)                       | 16.1 (61.0)                      | 20.0 (68.0)                      | 17.7 (63.9)                      | 12.1 (53.8)                      | 4.7 (40.5)                       | −3.2 (26.2)                      | −19.1 (−2.4)                     | −19.1 (−2.4)                     |
| 平均降水量 mm（）                            | 67.8 (2.67)                      | 79.2 (3.12)                      | 131.8 (5.19)                     | 158.5 (6.24)                     | 165.6 (6.52)                     | 259.1 (10.20)                    | 200.3 (7.89)                     | 135.3 (5.33)                     | 86.9 (3.42)                      | 79.4 (3.13)                      | 74.5 (2.93)                      | 43.1 (1.70)                      | 1,481.5 (58.34)                  |
| 来源1：National Meteorological Center of CMA |                                  |                                  |                                  |                                  |                                  |                                  |                                  |                                  |                                  |                                  |                                  |                                  |                                  |
| 来源2：贵池市志（1988-2000）                 |                                  |                                  |                                  |                                  |                                  |                                  |                                  |                                  |                                  |                                  |                                  |                                  |                                  |

## 社會

### 人口
1988年，原池州鎮有常住居民58571人，其中非農業戶口47486人。2000年第五次全國人口普查，池陽街道總人口87380人，全部為非農業戶口。2010年第六次全國人口普查，池陽街道常住人口有27866人。截至2011年末，池阳街道总人口有3.2万人，其中城镇常住人口2.9万人，总人口中男性占51.43%，女性占48.57%；以汉族為主。2011年池阳街道人口出生率10.7‰，人口死亡率4.8‰，人口自然增长率5.9‰，人口密度每平方千米9142人。

### 經濟
2006年，池阳街道完成营业收入29500万元，实现营业增加值9690万元，利润总额1958万元，上缴税金1475万元，新增个体私营企业700余户。2011年，池阳街道农业总产值74.3万元，工业总产值16500万元，年末有商业网点1084个。2011年，池阳街道有耕地128亩，其中85亩水田，43亩旱地。

### 市政
1960年，当地城建在秋浦路和长江路上种植泡桐和悬铃木。1961年，在秋浦路首次安装路灯。1984年，更换城区行道树，砍去泡桐，部分改种植香樟。
1988年城市建成區面積僅為6.2平方公里，僅有長江路、秋浦路、翠微路、東湖路四條主幹道，最高的建築物国营烟柳园商场只有6層，城市商業不太活跃，夜间几乎没有行人。1990年2到9月开始完成翠微路沿线拆迁工作，道路宽度由17米拓宽至30米，为水泥路面，并在翠微路与东湖路交汇处建立环岛，环岛中央为“拥抱明天”的不锈钢雕塑，周围是圆形花圃。至1993年有主要街道20条，大小巷道10条，总长35公里。1994年后城建加速，1996年，原贵池市委、市政府投入资金1800余万元，将长江路、秋浦路、沿江路进行大规模改造，是池州城市形象焕然一新。1998年年底，长江路两侧所有的砖木结构房屋全部被摧毁，建成了高八至十层的住宅楼，提升了池州的城市形象。
1988年城区只有長江路、秋浦路安裝了198台白炽路燈，均为1970年代制造。1993年，新增60台汞灯，整修120台老旧白炽路灯。1996年9月，新增500余台路灯，将所有白炽灯、汞灯、吊装高压钠灯全部改为高杆高压钠灯，此时共有路灯1800盏。2000年，安装工艺灯、双臂灯、庭院灯326盏，至年底全街道有路灯2200盏。至2012年，全街道有路灯7800盏。

### 公共事业
1988年，城区无配套的小区，人均居住面积只有7平方米，液化石油气普及率大约为3%，大部分城镇家庭还在使用柴火做饭，住宅区存在烧柴的烟囱。1997年年底，有部分小区使用液化石油气取暖。2009年，来自四川江油的天然气接入贵池，池阳街道办事处辖区内天然气逐渐普及。

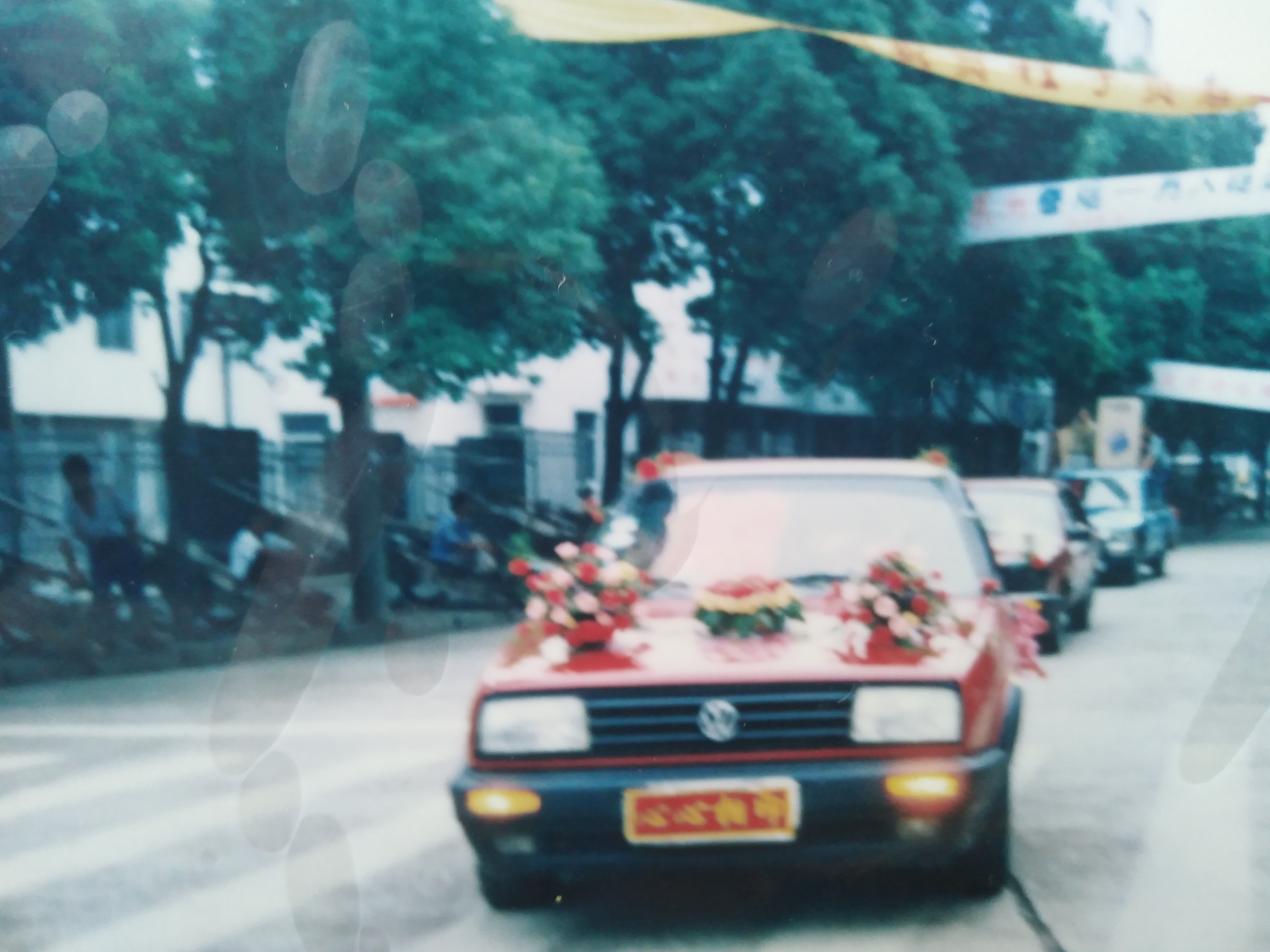
2000年池州市区的出租车

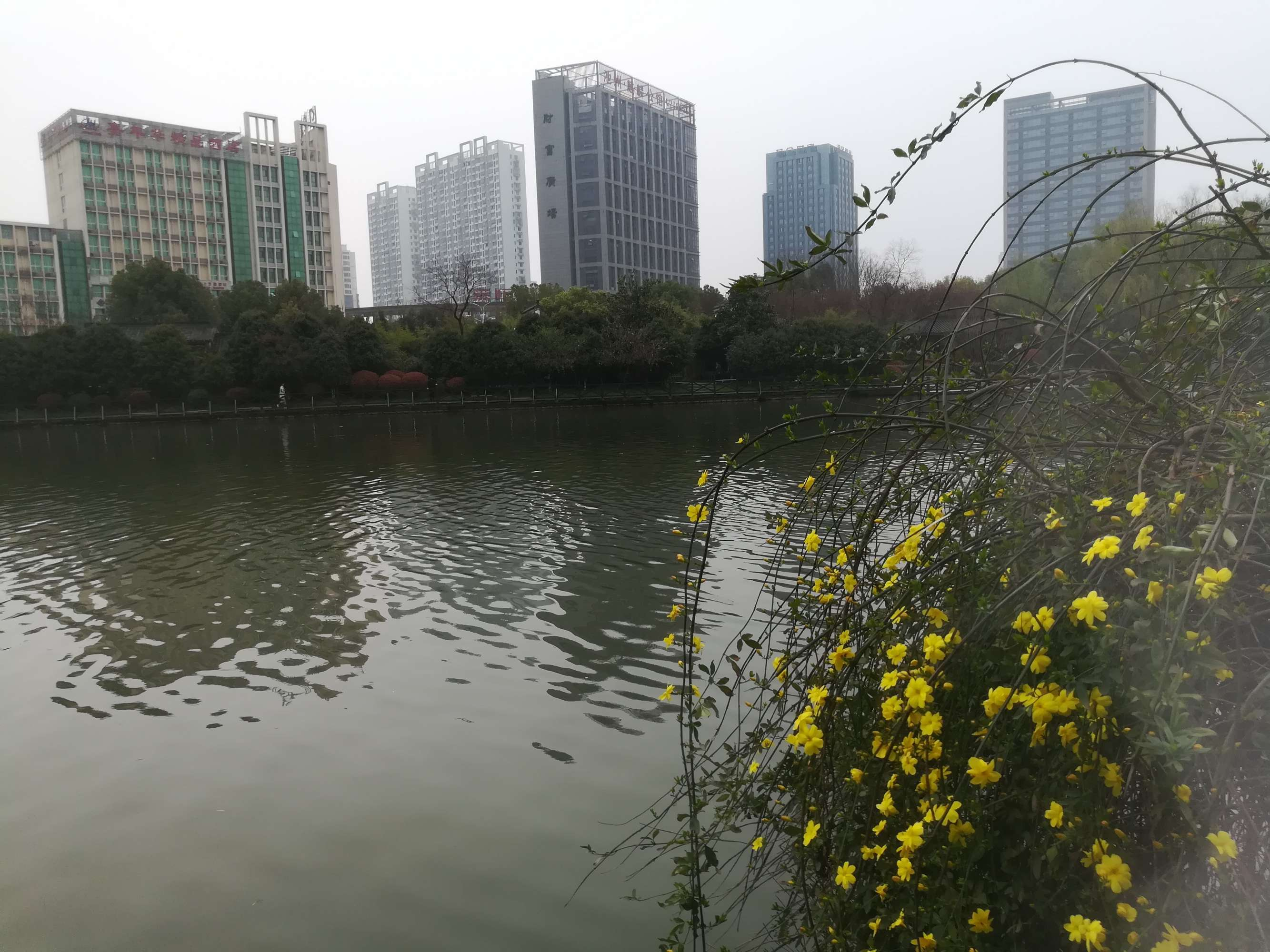
烟柳园公园

1982年，烟柳园公园开始动工，1984年建成并开放，乃是贵池及池州最早建设的公园；1998年，百荷公园开始动工，2002年建成；2010年，三台山公园开工，2012年建成。

## 文化
池阳街道辖区基本上都在古代池州城墙范围内。通行普通话，中年以上者说贵池话，少数从枞阳、铜陵、庐江迁居者操原籍方言。截至2011年末，池阳街道有幼儿园11所，小学1所，初中3所，高中1所，文化站1个，社区有文化活动中心4个，市级新华书店1个，各类图书室99个，体育场地4处。池陽街道文化遗产丰富，风景名胜甚多。陶渊明、李白、杜牧、苏轼、梅尧臣、包拯、陆游、岳飞、刘大樾等人都曾漫游池阳大地并且留下大量的文化珍品。
- 池州市博物館（池州孔庙，国家3A级旅游景区）[25]
- 秀山門博物館（貴池區博物館，国家4A级旅游景区）[26]
- 貴池茶廠老廠房
- 清涼澗
- 古舜井

## 交通
318国道、 236国道、 芜贵公路贯穿境内。1991年2月2日，高12层的池州汽车站大楼建成，坐落于长江路和翠微路交汇处西北角原贵池市汽车站所在地，同时原贵池市汽车站升格为池州地区汽车站，隶属于安徽省交通厅。随着城市建设的不断深入，2008年2月2日，该建筑物被废弃，不久爆破摧毁，原址改建高达26层的同辉商业广场双子楼，2013年9月1日开业。

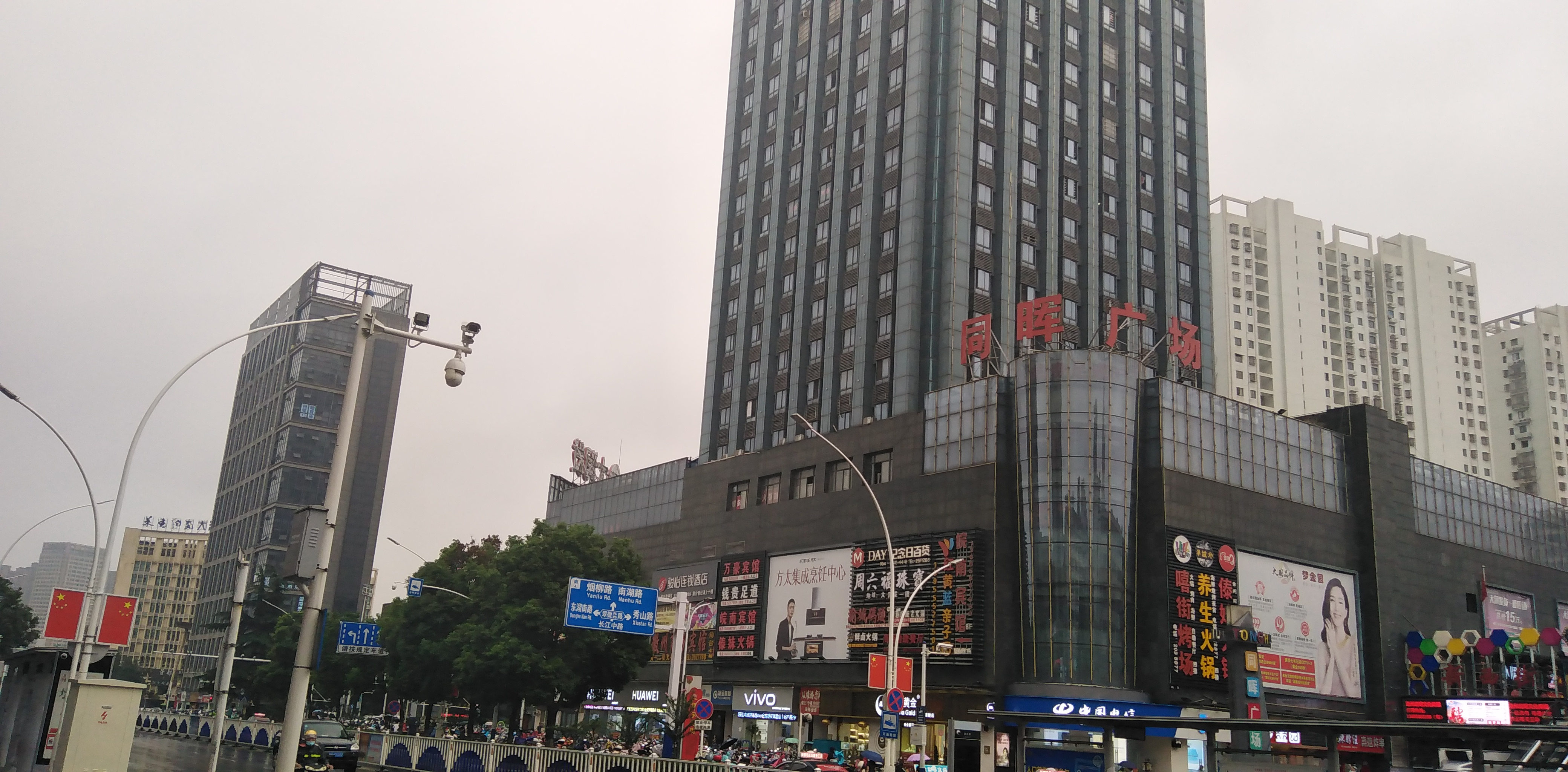
池阳街道繁华的商业区

1987年，城区只有2辆公交车，属于安庆地区汽车运输公司。1989年1月1日，改为贵池市汽车运输公司经营，贵池市池州镇汽车修配厂维修并提供停放场地。1990年，贵池市人民政府投资300万元从上海购置10辆公交车，并筹建城市公交服务。1991年6月，贵池市公交公司成立。1992年1月1日开通1路公交车。至2010年已有公交车200辆。1996年，池阳街道辖区内开始出现出租车。